# アーペレルン
アーペレルン (ドイツ語: Apelern) は、ドイツ連邦共和国ニーダーザクセン州シャウムブルク郡のザムトゲマインデ・ローデンベルクを構成する町村（以下、本項では便宜上「町」と記述する）の一つである。

## 地理

### 位置
アーペレルンは、ダイスター山、ジュンテル山、ビュッケベルクの間、連邦アウトバーンA2号線ラウエナウ付近の西側で、ローデンベルクの南に位置する。町内をリースバッハが流れ、ローデンベルガー・アウエ川に注ぐ。

### 自治体の構成
自治体としてのアーペレルンは以下の集落で構成される。
- アーペレルン
- グロース・ヘーゲスドルフ
- クラインケーゲスドルフ
- リーレン
- ラインスドルフ
- ゾルドルフ

## 歴史
アーペレルンは1162年に教会が建設された事で、初めて文献に記録された。地名は「bei den Äpfeln」または「zu den Apfelbäumen」というような意味（リンゴの木の近く）である。ザクセン時代、アーペレルンは礼拝所と裁判所の所在地であった。アーペレルンの教会は12世紀末までブッキガウの中央教会であった。その後、300から400年間、ミュンヒハウゼン家やハンマーシュタイン家の農場が村の形を決めていた。

## 行政

### 議会
アーペレルンの町議会は13議席からなる。

### 首長
この町の町長は、2016年からアンドレアス・ケレ (SPD) が務めている。

## 文化と見所

### 建築
- 二廊式のホール教会であるアーペレルンの教会は1162年頃に建てられたものである。教会の最も古い箇所である基礎部分は防衛塔として使われていたものである。西側の付属の建物にはミュンヒハウゼン家の廟所がある。
- 1561年に建造されたミュンヒハウゼン城は、1370年からこの地にあったミュンヒハウゼン家のものであった。
- ハンマーシュタイン城: 1590年建造。

## 引用
1. ↑  Landesamt für Statistik Niedersachsen, LSN-Online Regionaldatenbank, Tabelle A100001G: Fortschreibung des Bevölkerungsstandes, Stand 31. Dezember 2023